# Tivaouane (Département)

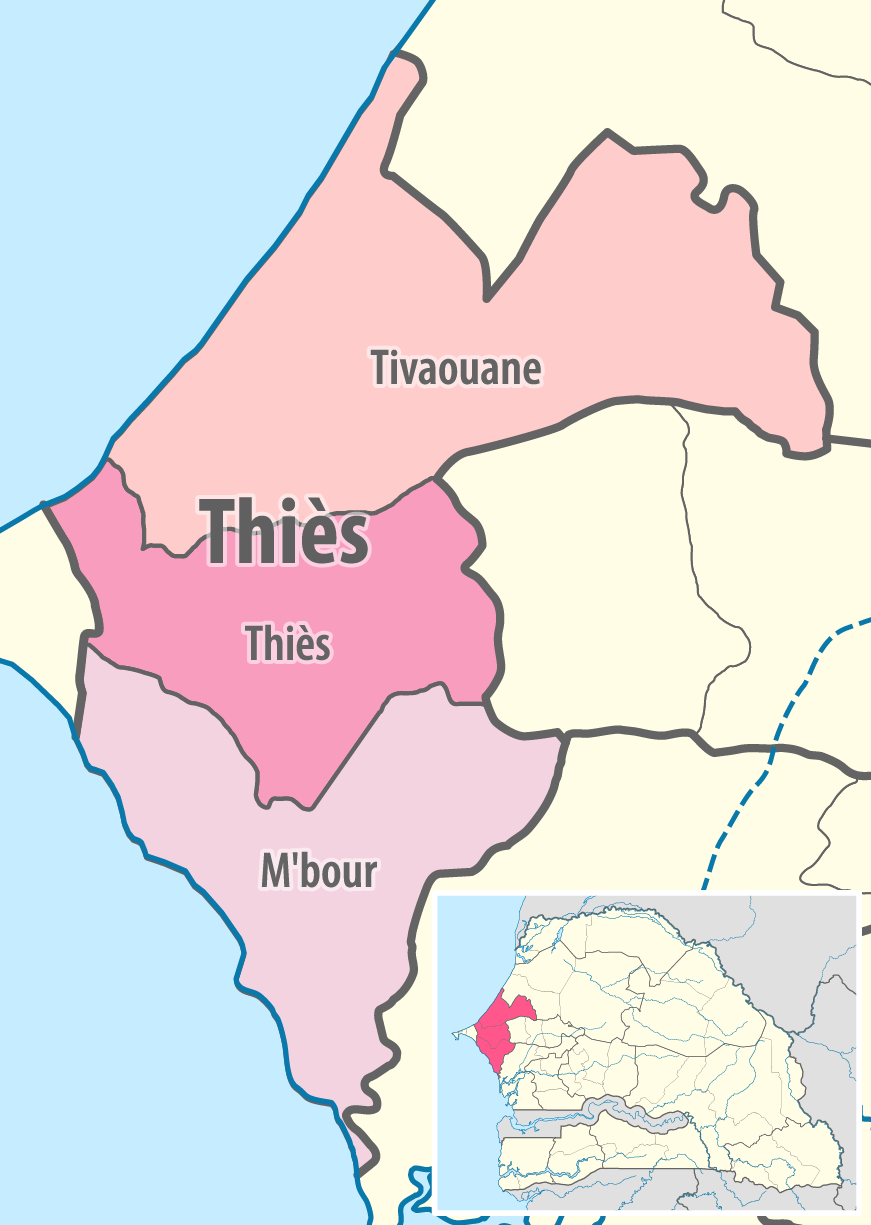
Département Tivaouane in der Region Thiès

Das Département Tivaouane mit der Hauptstadt Tivaouane ist das nördliche von drei Départements des Senegal, in die die Region Thiès von Nord nach Süd gegliedert ist. Es liegt im zentralen Westen des Senegal an der Grande-Côte nordöstlich der Metropolregion Dakar.

## Bevölkerung
Volkszählungen ergaben für das Département jeweils folgende Einwohnerzahlen:
| Jahr | Einwohner |
| ---- | --------- |
| 1988 | 291.672   |
| 2002 | 333.502   |
| 2013 | 452.172   |
| 2023 | 649.189   |

## Gliederung
Im Jahr 2013 galt noch die Gliederung in Arrondissements, Kommunen (Communes) und Landgemeinden (Communautés rurales) bei einer Fläche von 3121 km²
Nach dem Stand von 2021 gab es eine Unterteilung des Départements in vier Arrondissements mit 16 nachgeordneten Gemeinden (Communes). Ferner gab es außerhalb der Arrondissements zwei weitere Kommunen. Das Département hatte 2023 eine Fläche von 3.200 Quadratkilometern. Die Daten der Teilgebiete nach Fläche und Einwohnerzahl sind nachfolgend dargestellt.
| Teilgebiet                      | Fläche km² | Einwohner 2013 | Einwohner 2023 |
| ------------------------------- | ---------- | -------------- | -------------- |
| ohne Arrondissement             | 22,622     | 92.500         | 130.224        |
| Tivaouane                       | 16,280     | 69.556         | 102.658        |
| Mékhé                           | 6,342      | 22.944         | 27.566         |
| Arrondissement de Méouane       | 1081,164   | 139.007        | 228.167        |
| Méouane                         | 331,900    | 35.615         | 46.289         |
| Darou Khoudoss                  | 612,000    | 53.431         | 104.346        |
| Taïba Ndiaye                    | 130,100    | 22.268         | 36.721         |
| Mboro                           | 7,164      | 27.693         | 40.811         |
| Arrondissement de Mérina Dakhar | 700,100    | 78.979         | 97.400         |
| Mérina Dakhar                   | 300,500    | 32.345         | 39.103         |
| Koul                            | 218,900    | 26.875         | 32.003         |
| Pékèsse                         | 180,700    | 19.759         | 26.294         |
| Arrondissement de Niakhène      | 755,200    | 56.224         | 69.626         |
| Niakhène                        | 163,000    | 8.911          | 11.295         |
| Mbayène                         | 138,700    | 9.327          | 10.447         |
| Thilmakha                       | 155,300    | 11.717         | 14.629         |
| Ngandiouf                       | 298,200    | 26.269         | 33.255         |
| Arrondissement de Pambal        | 641,240    | 85.462         | 123.772        |
| Notto Gouye Diama               | 135,400    | 21.815         | 34.036         |
| Mont Rolland                    | 160,400    | 14.122         | 17.439         |
| Pire Goureye                    | 172,300    | 23.377         | 32.685         |
| Chérif Lô                       | 140,700    | 17.813         | 28.759         |
| Pambal (2010)                   | 32,440     | 8.335          | 10.853         |
| Département zusammen            | 3.200,330  | 452.172        | 649.189        |